# 데이비드 마셜
데이비드 제임스 마셜(영어: David James Marshall, 1985년 3월 5일 ~ )는 스코틀랜드의 전 축구 선수이다. 현역 시절 포지션은 골키퍼였다.